# Berg (Schiff, 1951)
Die Berg war ein Fahrgastschiff der Bayerischen Seenschifffahrt auf dem Starnberger See. Nach sechs Jahrzehnten im Dienst der Passagiere wurde sie ausgemustert und wird nun als Arbeitsschiff weitergenutzt.

## Geschichte
In der Nachkriegszeit wurden die letzten Dampfschiffe auf dem Starnberger See ausgemustert: Die Starnberg (ex Wittelsbach) wurde 1947 ausgesondert, die München (ex Luitpold) 1954. Vorangegangen war ihnen bereits 1940 die Bavaria. Während aber 1939 mit der Bayern noch ein recht großzügig bemessener Nachfolger gebaut worden war, fielen die Schiffe der Nachkriegszeit bescheidener aus.
Die Berg konnte, bei einer Maschinenleistung von 225 PS, 160 Personen befördern. Sie war 25,24 Meter lang und knapp 5 Meter breit. Sie wurde im Passagierdienst genutzt, bis eine Restaurierung zur Weiternutzung in dieser Funktion wirtschaftlich nicht mehr sinnvoll erschien. 2012 wurde die Berg daher zum Arbeitsschiff umgewidmet. In dieser Funktion trägt sie keinen Namen mehr, sondern nur noch die Nummer STA-428.
Der Name „Berg“ ging zur Saison 2013 auf das Nachfolgerfahrzeug über: Die 1961 gebaute Schondorf, die bis dahin auf dem Ammersee im Einsatz gewesen war, wurde von Stegen über Dießen nach Tutzing gebracht. Dazu wurde das Führerhaus abgeschnitten und später wieder angeschweißt, damit das Schiff mit einem Tieflader auf der Straße transportiert werden konnte. Die Schondorf, das zu diesem Zeitpunkt kleinste Fahrgastschiff auf dem Ammersee, war dort nur noch schwach ausgelastet gewesen und sollte als neue Berg für kleinere Rundfahrten im nördlichen Teil des Starnberger Sees eingesetzt werden. Im März 2012 war der etwa 40 km weite Transport bewältigt, im April sollte das Schiff umgetauft werden. Man schätzte damals, dass die neue Berg noch 15 bis 20 Jahre nutzbar sein würde. Wenige Jahre später allerdings wurde das Schiff Phantasie abgeschafft, weil es den Ansprüchen nicht mehr genügte. Die Phantasie war nur unwesentlich älter, allerdings etwas kleiner als die erste und die zweite Berg.